# Wspólnota administracyjna Stamsried
Wspólnota administracyjna Stamsried – wspólnota administracyjna (niem. Verwaltungsgemeinschaft) w Niemczech, w kraju związkowym Bawaria, w rejencji Górny Palatynat, w regionie Ratyzbona, w powiecie Cham. Siedziba wspólnoty znajduje się w miejscowości Stamsried.
Wspólnota administracyjna zrzesza jedną gminę targową (Markt) oraz jedną gminę wiejską (Gemeinde): 
- Pösing, 973 mieszkańców, 9,13 km²
- Stamsried, gmina targowa, 2 153 mieszkańców, 43,42 km²